# 小沃尔特·M·米勒
小沃尔特·M·米勒（英語：Walter M. Miller, Jr.，1923年1月23日—1996年1月9日）是美国天主教科幻小说作家。
他在二战期间参與了美国空军对意大利的轰炸，包括炸平位于卡西诺山的本篤會第一个修道院。这对信奉天主教的米勒是一个心理创伤，对他后来的小说写作影响很大。

## 主要作品
- 莱博维兹的赞歌 （A Canticle for Leibowitz，1959），获1961年雨果奖。这是米勒生前出版的唯一长篇作品。
- 圣人莱博维兹与野马女（Saint Leibowitz and the Wild Horse Woman）,去世后由作家特里·比森续完并于2000年出版）。